# 三坂知絵子
三坂 知絵子（みさか ちえこ、1977年8月7日 - ）は、日本の舞台・映画女優。
山口県下関市出身。元有限会社ブレス所属。夫はアニメーション監督の新海誠、娘は子役の新津ちせ。

## 略歴
中学時代から劇団で活動し、山口県立下関西高等学校在学時は演劇部部長としてミュージカル等に参加。1996年に高校を卒業し、早稲田大学第一文学部演劇映像専修に進学するとともに、劇団木霊に入団。在学中の1999年5月には月蝕歌劇団の舞台『少女革命ウテナ 魔界転生◎黙示録編〜麗人ニルヴァーナ来駕〜』に桐生七実役として出演。2000年には北村龍平監督長編デビュー作『VERSUS -ヴァーサス-』でヒロイン役に抜擢される。2002年、東京大学大学院新領域創成科学研究科環境学専攻の修士課程を修了。2007年には韓国の延世大学校で韓国語学堂を修了。2000年以降、数十本の映画や舞台に出演、2008年には映画『ブリュレ』を初プロデュース。2010年5月に女児を出産。
マスコミ関係者によれば、かつては、成宮観音の筆名でライターとしても活動、社会学者宮台真司の秘書的なことをし、宮台の紹介で廃刊した月刊誌『噂の真相』編集部でアルバイトもしていたという。

## 人物
- 特技は、卓球、見世物芸、山口弁、大阪弁、ダンス振り付け。血液型A型。

## 出演

### 映画
- VERSUS -ヴァーサス-（2000年） - 謎の女 役
- 案山子 KAKASHI（2001年） - 村人 役
- 自殺サークル（2002年） - 劇団員 役
- 近未来蟹工船 レプリカント・ジョー（2003年）
- しょじょ を かる（2003年）
- 自殺マニュアル（2003年）
- でらしね（2004年）
- ほんとうにあった怖い話 怨霊 劇場版（2004年）
- 泳げない女（2007年）
- 愛に飢えた獣たち（2007年、OV）
- 実写版まいっちんぐマチコ先生 Go! Go! 家庭訪問!!（2007年、OV）
- JOHNEN 定の愛（2008年）
- 風の外側（2008年）方言指導兼務
- ブリュレ（2008年）プロデューサー
- 窓辺のほんきーとんく（2008年）
- ポーラまだ、人間（2012年）
- ポーラーサークル 未知なる生物オムニバス『ソクラテスエクセルサ』（2012年）
- 海辺の町で（2013年）
- 一人の息子（2018年） - 三田村翔子 役
- サクリファイス（2020年） - 葉子 役
- 桃源郷的娘（2022年1月21日）- 三浦律子 役

### 劇場アニメ
- 神在月のこども（2021年） - ミキの母 役[6]

### ドラマ
- 松本清張スペシャル・指（2006年）
- 三面記事の女たち -愛の巣-（2015年）
- 警視庁・捜査一課長 Season4 第5話（2020年5月7日、テレビ朝日） - 赤堀苗子 役
- 連続テレビ小説 ちむどんどん（2022年） - 喜納フミ 役

### ウェブドラマ
- DISTORTION GIRL（2020年9月6日 - 、YouTube/PLAY DISTORTIONch）[7]
- 暴力無双 （2021年1月24日、Xstream46） - アーセニック 役[8]
- イケMEN!～3分だけのキュン彼氏～（2021年、Spotify、オーディオドラマ） - 恋花のお母さん 役[9]

### 舞台
- 少女革命ウテナ 魔界転生◎黙示録編〜麗人ニルヴァーナ来駕〜（1999年）[4]
- 家畜人ヤプー（2000年）
- 月蝕歌劇団劇場公演「花と蛇〜新版〜」（2007年）[2]
- 聖ミカエラ学園漂流記（2019年）[4]